# Arirang–1
Az Arirang–1 az első hazai gyártású dél-koreai Föld megfigyelő műhold. Nevét a népszerű Arirang népdalról kapta.

## Jellemzői
Feladata, hogy mikrogravitációs környezetben tesztelje a műhold technikai egységeinek működőképességét.

## Küldetés
A Daedeok Science Town Daejeon gyártotta, a Korea Aerospace Research Institute üzemeltette.
Társműholdak:
- ACRIMSAT (Active Cavity Radiometer Irradiance Monitor Satellite) (amerikai-japán);
- Celestis–3 (amerikai).

Más megnevezései is ismertek:
- Arirang I;
- KOMPSAT-1 (Korea Multi-Purpose Satellite);
- COSPAR: 1999-070A;
- SATCAT kódja: 26032.

1999. december 21-én a Vandenberg légitámaszpontból LC–576E (LC–Launch Complex) jelű indítóállványról egy Taurus hordozórakéta (Taurus 2110 T4) hordozórakétával állították alacsony Föld körüli pályára (LEO = Low-Earth Orbit). Az orbitális pályája 99,02 perces, 98.28° hajlásszögű, elliptikus pálya perigeuma 694 kilométer, az apogeuma 729 kilométer volt.
Háromtengelyesen stabilizált űregység. Tömege 469 kilogramm. Telemetriás rendszer S -sávban működött. Az űreszközhöz napelemeket rögzítettek, éjszakai (földárnyék) energia ellátását újratölthető nikkel-kadmium akkumulátorok biztosították. Hajtóanyaga és mikrómotorjai segítették a stabilitást és a pozíció tartását. Tervezett szolgálati ideje 3 év.
Műszerei:
1. EOC (Electro-Optical Camera) – térképészeti célokra,
2. OSMI (Ocean Scanning Multispectral Imager) – multispektrális  szkenner,
3. SPS (Space Physics Sensor) műszercsomag
  1. HEPD (High Energy Particle Detector) – nagy energiájú részecske detektor,
  2. PES (Proton and Electron Spectrometer) – proton és elektron spektrométer
  3. LET (Linear Energy Transfer Spectrometer) – spektrométer,
  4. TDM (Total Dose Monitor) – dózismérő,
  5. SEM (Single Event Monitor) – műszerekre ható sugárterhelés ellenőrzése,
4. IMS (Ionosphere Measurement Sensor) – ionoszféra vizsgáló szenzor,
  1. ETS (Electron Temperature Sensor) – elektronok hőmérsékletének mérése,
  2. EDS (Electron Density Sensor) – elektron sűrűség mérése,

2008. január 6-án megszűnt a kapcsolat (áramellátási okok miatt)